# Zona demersal
La zona de demersal es la parte del mar o del océano (también en lagos de profundidad) que comprende la columna de agua que está cerca de (y se ve afectada significativamente por) el fondo del mar y del bentos. La zona de fondo está justo por encima de la zona béntica y forma una capa sobre la zona de mayor profundidad.

## Referencias

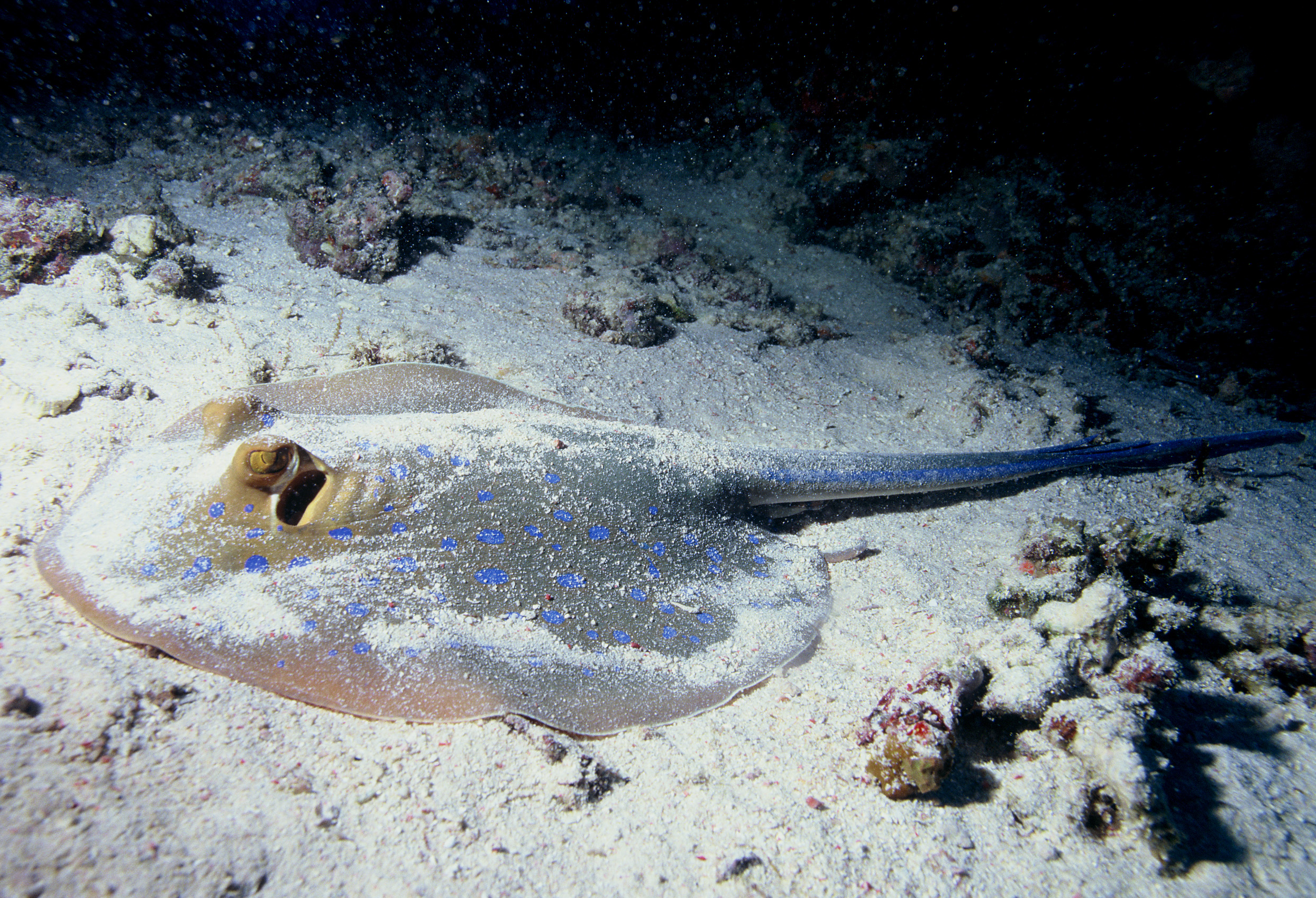
Este ejemplar de Raya del arrecife vive en las grandes profundidades y es característico de la zona demersal.